# Arthur Schopenhauer
Arthur Schopenhauer   (Gdańsk, 22 de febrer de 1788 - Frankfurt del Main, 21 de setembre de 1860) fou un filòsof alemany.
Arthur Schopenhauer [ˌˀaʶtʿuɐ̯ ˈʃoːpm̩hɑ͡ʊ̯ɐ] és conegut sobretot per la seva obra El món com a voluntat i representació de 1818 (ampliada el 1844), que caracteritza el fenomen com el producte d'una voluntat noumenal cega i insaciable. Sobre la base de l'idealisme transcendental de Kant, Schopenhauer va desenvolupar un sistema ateu metafísic i ètic que rebutja les idees contemporànies de l'idealisme alemany. Va ser un dels primers pensadors de la filosofia occidental a compartir i afirmar principis significatius de la filosofia índia, en especial els Upanixads, com l'ascetisme, la negació del jo i la noció del món com a aparença. La seva obra ha estat descrita com una manifestació exemplar del pessimisme filosòfic i del corrent irracionalista.
Tot i que la seva obra no va aconseguir captar una atenció substancial durant la seva vida, Schopenhauer va tenir un impacte pòstum en diverses disciplines, inclosa la filosofia, la literatura i la ciència. Els seus escrits sobre estètica, moralitat i psicologia han influït en molts pensadors i artistes. Entre els que han citat la seva influència hi ha filòsofs com Friedrich Nietzsche, Ludwig Wittgenstein, i Anthony Ludovici, científics com Erwin Schrödinger i Albert Einstein, psicoanalistes com Sigmund Freud i Carl Jung, escriptors com Leo Tolstoi, Herman Melville, Thomas Mann, Hermann Hesse, George Bernard Shaw, Machado de Assis, Jorge Luis Borges, John Patric, Marcel Proust, Thomas Hardy, Rainer Maria Rilke i Samuel Beckett així com compositors com Richard Wagner, Johannes Brahms, Arnold Schoenberg i Gustav Mahler.

## Biografia
Va néixer a Danzig (llavors part de la Confederació de Polònia i Lituània) el 22 de febrer de 1788. Després d'emigrar des de la seva ciutat natal a Hamburg quan encara era un nen i treballar allà com a comerciant, Schopenhauer estudià Medicina a la Universitat de Göttingen. Progressivament anà agafant una formació molt diversa i completa a diferents universitats alemanyes, però s'interessà més per Plató, Aristòtil, Spinoza i Kant aconsellat pel seu professor Gottlob Ernst Schulze. Als anys 20 del segle xix fins i tot va exercir breument com a professor de Filosofia a la Universitat de Berlín, en una època marcada pels seus enfrontaments amb Hegel. Coherentment amb la seva complexa personalitat, creà un nou tipus de filosofia contrària a la racionalista i idealista hegemònica en l'Occident cristià, com el seu odiat Hegel. Amb una mirada exiliada d'aquesta filosofia occidental, aprofundeix en temes científics (afirma haver anticipat Darwin), del Romanticisme i del pensament oriental, configurant una filosofia pròpia (l'anomenà pessimista) que anticipa perspectives de la sospita i el nihilisme, en la línia del seu gran deixeble Nietzsche. Morí a Frankfurt del Main el 21 de setembre de 1860.

## La seva obra i treball
La seva obra més famosa fou El món com a voluntat i representació i és una obra clau del pessimisme occidental. L'obra fusionà les doctrines orientals que aprengué amb els coneixements que tenia de Plató i Kant, amb la qual cosa creà "el sistema Schopenhauer".
Aquí veiem un exemple del seu llibre on critica la raó humana:
"Denn da der ganze Mensch nur die Erscheinung seines Willens ist; so kann nichts verkehrter sein, als, von der Reflexion ausgehend, etwas Anderes sein zu wollen, als man ist" (Ja que la persona en la seva totalitat és solament la manifestació de la seva voluntat, res pot resultar més absurd que, a partir de la reflexió, voler ser quelcom diferent del que hom és).
Encara que actualment la seva obra és molt valorada, durant la seva vida es vengueren molt pocs exemplars de les seves obres. La seva manera de pensar, pessimista, proposà la fugida del món mitjançant tres possibilitats:
- Contemplació de l'art d'una forma desinteressada: l'esteticisme.
- La pràctica de la compassió, ètica de Schopenhauer.
- L'autonegació del jo, que seria semblant al nirvana oriental.

També caldria destacar que Schopenhauer fou el primer gran filòsof occidental que es posà en contacte amb els pensaments d'Orient i un dels primers de manifestar-se completament ateu.
La seva filosofia va ser un punt de partida per a una nova generació de filòsofs com Julius Bahnsen, Paul Deussen, Lazar von Hellenbach, Karl Robert Eduard von Hartmann, Ernst Otto Lindner, Philipp Mainländer, Friedrich Nietzsche, Olga Plümacher i Agnes Taubert. El seu llegat va donar forma al debat intel·lectual i va obligar els moviments que s'hi oposaven totalment, el neokantianisme i el positivisme, a abordar qüestions que d'altra manera haurien ignorat completament, i en fer-ho els va canviar notablement. L'escriptor francès Maupassant comentava que "avui, fins i tot els que l'execran semblen portar en la seva ànima partícules del seu pensament". Altres filòsofs del segle xix que van citar la seva influència inclouen Hans Vaihinger, Volkelt, Soloviov i Weininger.
Schopenhauer va ser ben llegit pels físics, sobretot Einstein, Schrödinger, Wolfgang Pauli, i Majorana. Einstein va descriure els pensaments de Schopenhauer com un "consol continu" i el va qualificar de geni. En el seu estudi de Berlín tres figures penjades al mur: Faraday, Maxwell, Schopenhauer. Konrad Wachsmann va recordar: "Sovint s'asseia amb un dels volums de Schopenhauer ben gastats, i mentre estava assegut allí, semblava tan satisfet, com si estigués compromès amb una obra serena i alegre".

## Influència i llegat

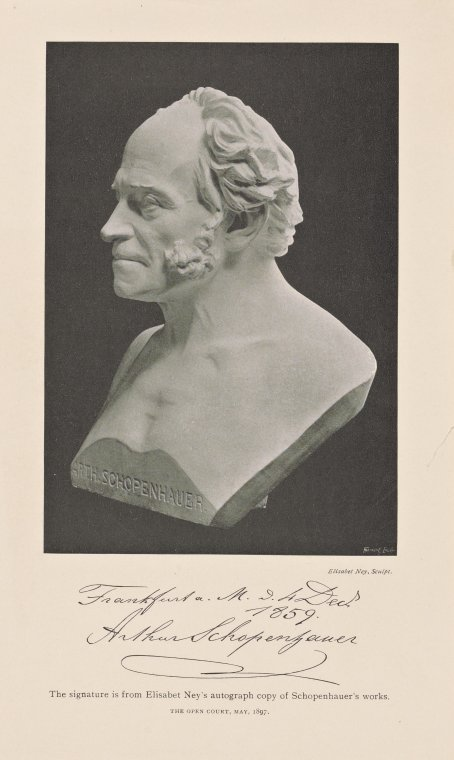
Escultura de Schopenhauer d'Elisabet Ney

Schopenhauer va continuar sent el filòsof alemany més influent fins a la Primera Guerra Mundial.
Quan Erwin Schrödinger va descobrir Schopenhauer ("el més gran savi d'Occident") va considerar canviar el seu estudi de la física a la filosofia. Va mantenir els punts de vista idealistes durant la resta de la seva vida. Wolfgang Pauli va acceptar el principi principal de la metafísica de Schopenhauer, que la cosa en si és voluntat.
Però sobretot Schopenhauer és famós per la seva influència en els artistes. Richard Wagner es va convertir en un dels primers i més famosos adeptes de la filosofia schopenhaueriana. L'admiració no va ser mútua, i Schopenhauer va proclamar: "Segueixo sent fidel a Rossini i Mozart!" Així ha estat sobrenomenat "el filòsof de l'artista". Sota la influència de Schopenhauer, Lev Tolstoi es va convèncer que la veritat de totes les religions rau en la renúncia a si mateix. Quan va llegir la filosofia de Schopenhauer, Tolstoi va exclamar: "En l'actualitat estic convençut que Schopenhauer és el geni més gran entre els homes. És el món sencer en un reflex incomparablement bonic i clar." Va dir que el que ha escrit a Guerra i pau també ho diu Schopenhauer a El món com a voluntat i representació.
Jorge Luis Borges va remarcar que la raó per la qual mai no havia intentat escriure un relat sistemàtic de la seva visió del món, malgrat la seva inclinació per la filosofia i la metafísica en particular, era perquè Schopenhauer ja l'havia escrit per a ell.
Altres figures de la literatura que es van veure fortament influenciades per Schopenhauer van ser Thomas Mann, Thomas Hardy, Afanasy Fet, J.-K. Huysmans i George Santayana. En els darrers anys de Herman Melville, mentre escrivia Billy Budd, va llegir els assaigs de Schopenhauer i el va marcar molt. L'estudiós Brian Yothers assenyala que Melville "va marcar nombrosos comentaris misantròpics i fins i tot suïcides, cosa que suggereix una atracció pels tipus de solitud més extrems, però també va prendre nota de la reflexió de Schopenhauer sobre les ambigüitats morals del geni". L'atracció de Schopenhauer i les discussions sobre les religions oriental i occidental en conjunció entre elles van causar una impressió en Melville en els seus últims anys.
Serguei Prokófiev, encara que inicialment reticent a dedicar-se a obres destacades pel seu pessimisme, es va fascinar amb Schopenhauer després de llegir Aforismes sobre la saviesa de la vida a Parerga i Paralipomena. "Amb les seves veritats Schopenhauer em va donar un món espiritual i una consciència de la felicitat".
Friedrich Nietzsche deu el despertar del seu interès filosòfic a la lectura El món com a voluntat i representació i va admetre que era un dels pocs filòsofs que respectava, dedicant-li el seu assaig "Schopenhauer als Erzieher" una de les seves Meditacions intempestives.

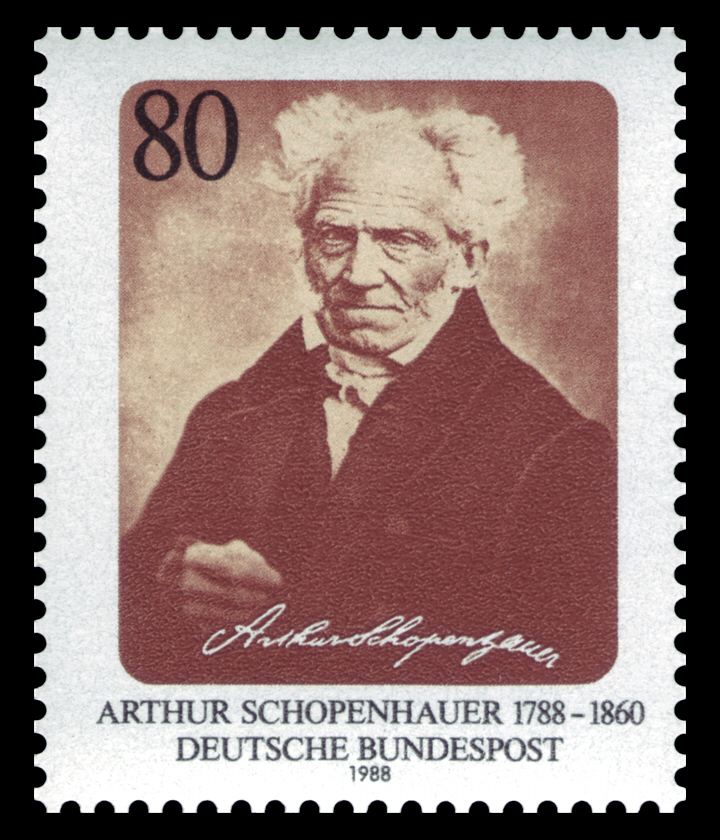
Segell commemoratiu del Deutsche Bundespost

A principis de la seva carrera, Ludwig Wittgenstein va adoptar l'idealisme epistemològic de Schopenhauer, i alguns trets de la influència de Schopenhauer (en particular el transcendentalisme schopenhauerià) es poden observar al Tractatus logico-philosophicus. Més tard, Wittgenstein va rebutjar l'idealisme transcendental epistemològic pel realisme conceptual de Gottlob Frege. En anys posteriors, Wittgenstein es va tornar molt menyspreant amb Schopenhauer, descrivint-lo com un pensador en última instància superficial. El seu amic Bertrand Russell tenia una mala opinió sobre el filòsof, i fins i tot va arribar a atacar-lo a la seva Història de la filosofia occidental per elogiar hipòcritament l'ascesi però sense actuar en conseqüència.
Al contrari de Russell sobre els fonaments de les matemàtiques, el matemàtic holandès LEJ Brouwer va incorporar les idees de Kant i Schopenhauer a l'escola filosòfica de l'intuïcionisme, on les matemàtiques es consideren una activitat purament mental en lloc d'una activitat analítica on es revelen propietats objectives de la realitat. Brouwer també va ser influenciat per la metafísica de Schopenhauer, i va escriure un assaig sobre el misticisme.
La filosofia de Schopenhauer es va convertir en una novel·la, The Schopenhauer Cure, del psiquiatre existencial nord-americà i professor emèrit de psiquiatria Irvin Yalom.
La filosofia de Schopenhauer, i les discussions sobre el pessimisme filosòfic que ha engendrat, ha estat el focus de pensadors contemporanis com David Benatar, Thomas Ligotti i Eugene Thacker. El seu treball també va servir d'inspiració per a la popular sèrie de televisió d'HBO True Detective.